# Apòfisi mastoide
L'apòfisi mastoide és una prominent projecció arrodonida de l'os temporal localitzada darrere del conducte auditiu extern. Constitueix un important punt d'inserció de músculs, incloent l'esternoclidomastoïdal. En general, l'apòfisi mastoide és lleument major en proporció en homes que en les dones. El nom, mastoideo deriva del grec «masto» fent al·lusió a la forma semblant que té a la mama femenina.

## Cares
- Cara externa, més o menys convexa, presta inserció a la majoria dels músculs rotatoris del cap: l'esternoclidomastoïdal, l'espleni, el Complex menor.
- Cara interna ofereix a la part superior una ranura ampla i profunda dirigida de darrere endavant, és la ranura digàstrica, en la qual s'insereix el ventre posterior del múscul digàstric. La part interna d'aquest canal mostra una eminència roma, allargada d'endavant enrere, en la vessant interna està llaurat altre solc per on passa l'artèria occipital. Aquest sortint rep el nom d'eminència juxtamastoïdal .

## Patologies
L'apòfisi mastoide de l'os temporal té cavitats o cel·les que contenen aire, anomenades cel·les mastoïdals. La mastoïditis aguda és una infecció vírica dins de les cel·les mastoïdals de l'apòfisi mastoide. La formació neoplàsica de cèl·lules epitelials en les cel·les mastoïdals s'anomena colesteatoma i pot arribar a causar problemes auditius, sordesa i fins i tot la mort, si no se segueix cap tractament.
L'extracció d'os infectat i d'un colesteatoma és un procediment quirúrgic anomenat mastoidectomia que s'aborda per darrere de l'orella o pel conducte auditiu extern.